# گرگوری ناژ
گرگوری ناژ (به مجاری: Nagy Gergely , pronounced [ˈnɒɟ ˈgɛrgɛj]؛ بوداپست، ۲۲ اکتبر ۱۹۴۲ متولد استاد مطالعات کلاسیک در دانشگاه هاروارد، متخصص در هومر و شعر یونانی کهن است. ناژ به دلیل گسترش نظریه‌های میلمن پری و آلبرت لرد در زمینهٔ سرایش شفاهی ایلیاد و ادیسه شهرت یافته‌است.

## تحصیلات و تدریس
ناگی مدرک دکترای خود را در سال ۱۹۶۶ در رشته فیلولوژی کلاسیک از دانشگاه هاروارد دریافت کرد.
او از سال ۱۹۶۶ استاد دانشگاه هاروارد است.
او از سال ۲۰۰۰ مدیر مرکز مطالعات یونانی، یک مؤسسهٔ تحقیقاتی وابسته به هاروارد در واشینگتن دی سی است. او صاحب کرسی فرانسیس جونز در ادبیات کلاسیک یونان و استاد ادبیات تطبیقی در هاروارد است. او از سال ۱۹۹۴تا ۲۰۰۰ رئیس گروه مطالعات کلاسیک در دانشگاه هاروارد بود.

## زندگی شخصی
ناژ و همسرش، اُلگا دیویدسُن، پژوهشگر بنیاد مطالعات جوامع و تمدن‌های مسلمان در دانشگاه بوستون و رئیس بنیاد Ilex، از سال ۱۹۸۶ تا ۱۹۹۰ به‌طور مشترک ریاست Currier Houseدر هاروارد را بر عهده داشتند.
دو برادر گرگوری ناژ به تدریس در رشته‌های مرتبط مشغولند: بلیز ناژ استاد برجسته مطالعات کلاسیک در College of the Holy Cross در ووستر، ماساچوست است و جوزف ناژ استاد مطالعات ایرلندی در گروه زبان و ادبیات سلتی در دانشگاه هاروارد است.

## آثار
کتاب‌ها
- Nagy, Gregory, Greek Dialects and the Transformation of an Indo-European Process (Harvard University Press, 1970)
- Nagy, Gregory, Comparative Studies in Greek and Indic Meter (Harvard University Press, 1974)
- Nagy, Gregory, The Best of the Achaeans: Concepts of the Hero in Archaic Greek Poetry, Revised Edition بایگانی‌شده  در ۳ مارس ۲۰۱۶ توسط Wayback Machine (Johns Hopkins University Press, 1998; original publication, 1979)
- Nagy, Gregory, Greek Mythology and Poetics (Cornell University Press, 1990)
- Nagy, Gregory, Pindar's Homer: The Lyric Possession of an Epic Past بایگانی‌شده  در ۱۵ سپتامبر ۲۰۱۶ توسط Wayback Machine (Johns Hopkins University Press, 1990)
- Nagy, Gregory, Poetry as performance. Homer and beyond. (Cambridge University Press, 1996)
- Nagy, Gregory, Homeric Questions (University of Texas Press, 1996)
- Nagy, Gregory, Plato's Rhapsody and Homer's Music: The Poetics of the Panathenaic Festival in Classical Athens (Harvard University Press, 2002)
- Nagy, Gregory, Homeric Responses (University of Texas Press, 2003)
- Nagy, Gregory, Homer's Text And Language (University of Illinois Press, 2004)
- Nagy, Gregory, Homer the Classic (Harvard University Press, 2009)
- Nagy, Gregory, Homer: The Preclassic (University of California Press, 2010)
- Nagy, Gregory, The Ancient Greek Hero in 24 Hours (Harvard University Press, 2013)

### مقالات
- Nagy, Gregory, "The Professional Muse and Models of Prestige in Ancient Greece," Cultural Critique 12 (1989) 133–143
- Nagy, Gregory, "Early Greek Views of Poets and Poetry," in: The Cambridge History of Literary Criticism, vol. 1 (ed. G. Kennedy; Cambridge 1989; paperback 1993) 1–77
- Nagy, Gregory, "The Crisis of Performance," in: The Ends of Rhetoric: History, Theory, Practice (ed. J. Bender and D.E. Wellbery; Stanford 1990) 43–59
- Nagy, Gregory, "Distortion diachronique dans l'art homérique: quelques précisions," in: Constructions du temps dans le monde ancien (ed. C. Darbo-Peschanski; Paris 2000) 417–426.

## پیوند
- وب سایت ناژ در گروه مطالعات کلاسیک هاروارد
- مصاحبه صوتی با ناگی در مجموعهٔ «کتاب‌های جدید در ادبیات کلاسیک»
- گزارشی از پروژه جدید پیشگام ناژ با عنوان «تفسیر هومر در حال شکل‌گیری»